# Strelac, Babušnica
Strelac (izvirno srbsko Стрелац) je naselje v Srbiji, ki upravno spada pod Občino Babušnica; slednja pa je del Pirotskega upravnega okraja.

## Demografija
V naselju živi 374 polnoletnih prebivalcev, pri čemer je njihova povprečna starost 61,4 let (60,0 pri moških in 62,8 pri ženskah). Naselje ima 196 gospodinjstev, pri čemer je povprečno število članov na gospodinjstvo 1,90.
|  |

| Demografija | Demografija     | Demografija     |
| Leto        | Št. prebivalcev | Št. prebivalcev |
| ----------- | --------------- | --------------- |
|             |                 |                 |
|             |                 |                 |
|             |                 |                 |
|             |                 |                 |
| 1948        | 1589            |                 |
| 1953        | 1507            |                 |
| 1961        | 1367            |                 |
| 1971        | 1156            |                 |
| 1981        | 844             |                 |
| 1991        | 605             | 604             |
| 2002        | 392             | 392             |
|             |                 |                 |

| Etnična sestava po popisu iz leta 2002 | Etnična sestava po popisu iz leta 2002 | Etnična sestava po popisu iz leta 2002 | Etnična sestava po popisu iz leta 2002 | Etnična sestava po popisu iz leta 2002 |
| -------------------------------------- | -------------------------------------- | -------------------------------------- | -------------------------------------- | -------------------------------------- |
| Srbi                                   | Srbi                                   |                                        | 385                                    | 98,21%                                 |
| Bolgari                                | Bolgari                                |                                        | 1                                      | 0,25%                                  |
| Neznano                                | Neznano                                |                                        | 5                                      | 1,27%                                  |